# Бретт Голлістер
Бретт Голлістер (англ. Brett Hollister, 19 травня 1966) — новозеландський академічний веслувальник.
Бронзовий призер Олімпійських Ігор 1984 року в складі розпашної четвірки зі стерновим.
Чемпіон світу 1983 року в складі розпашної четвірки зі стерновим.